# Port Townsend

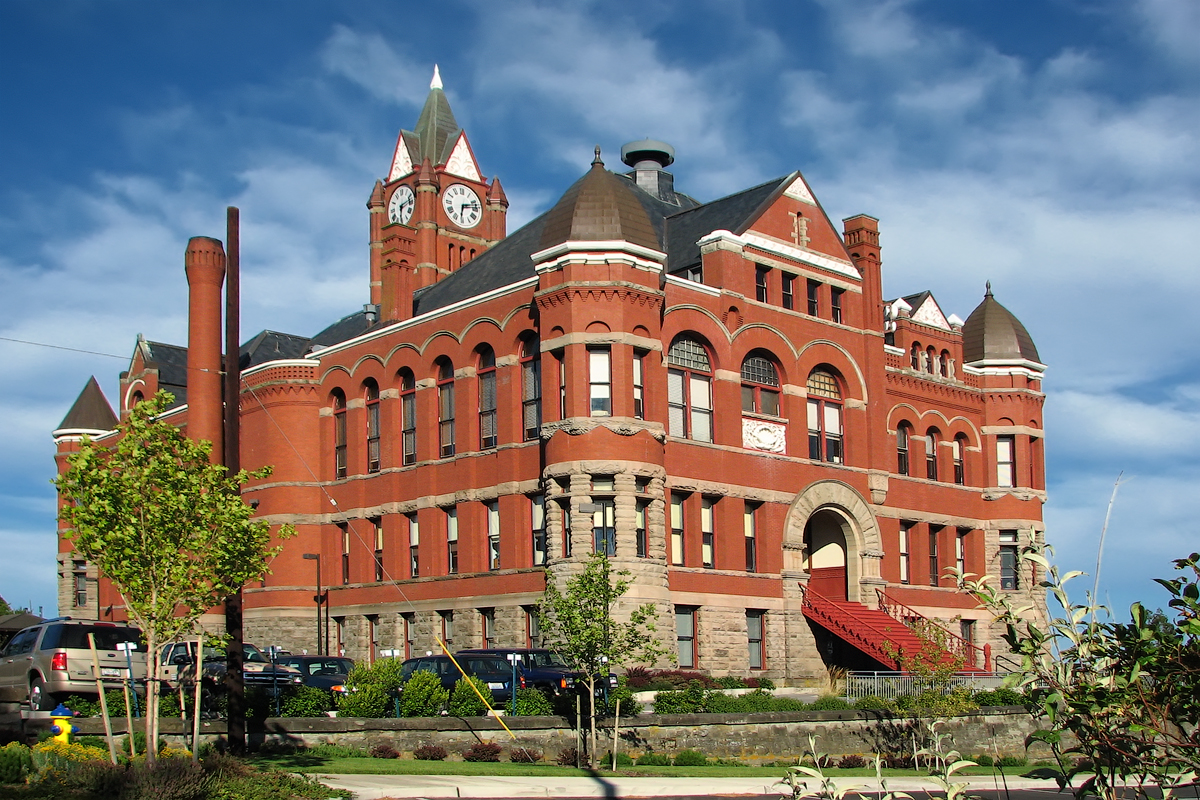
Jefferson County Courthouse

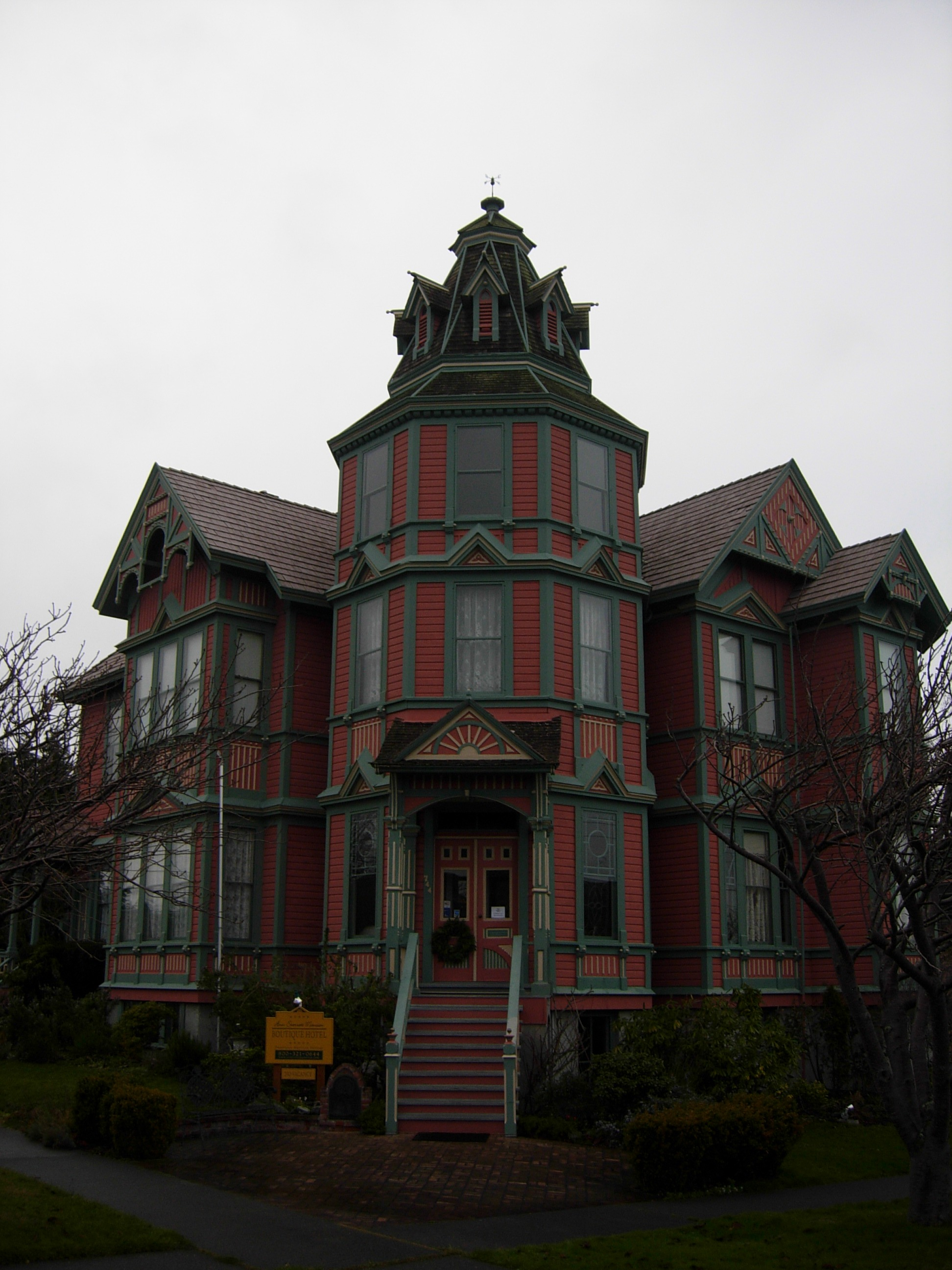
Starrett huis

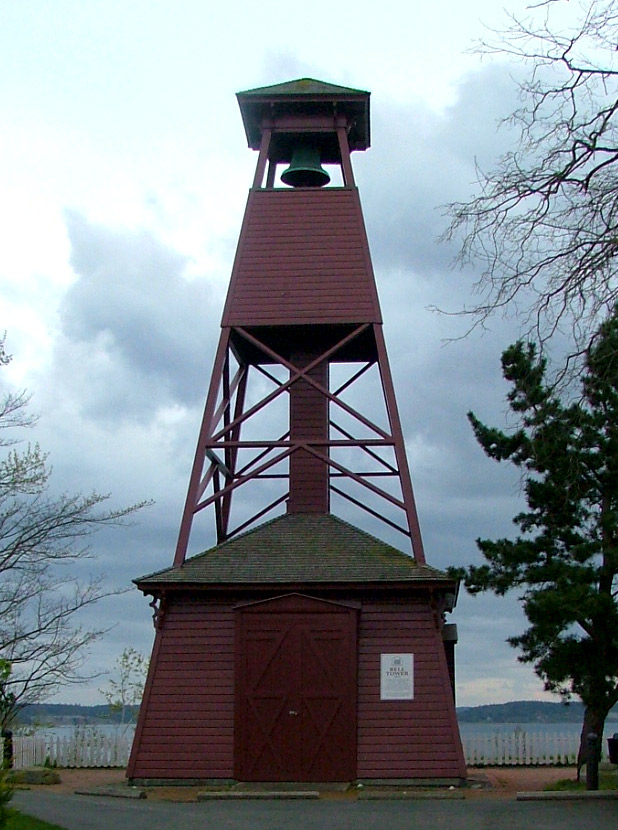
Brandweertoren of Bell Tower

Port Townsend is een plaats (city) in de Amerikaanse staat Washington, en valt bestuurlijk gezien onder Jefferson County.

## Geschiedenis
Kapitein George Vancouver was in 1792 langsgevaren en had de locatie de naam Port Townshend gegeven, naar zijn vriend. Port Townsend, maar nu zonder de letter h, werd officieel gesticht op 24 april 1851. De baai waaraan het is gelegen, werd gezien als een goede plaats voor een haven. De havenactiviteiten ontwikkelden zich voorspoedig en aan het eind van de 19e eeuw stond de haven goed bekend. Veel schepen deden de haven aan en vooral hout en houtproducten maakten een groot deel van de lading uit.
Voor de scheepvaart kwam in 1879 de vuurtoren bij Point Wilson in gebruik. Het houten gebouw werd in 1913 vervangen door een robuustere versie van beton. Point Wilson ligt naast Fort Worden, een paar kilometer ten noorden van het centrum van de plaats.
Port Townsend stond op de nominatie om aangesloten te worden op het landelijke spoornetwerk. Veel gebouwen en huizen zijn omstreeks 1900 gebouwd. De bevolking steeg van zo’n 900 inwoners in 1880 naar circa 4.500 in 1890. De economische depressie van 1893-1894 veranderde alles. De plannen voor de spoorverbinding verdwenen en de economische activiteiten verschoven naar de oostkust van de Puget Sound naar steden als Seattle en Tacoma. Een deel van de bevolking trok weg en in 1920 telde de plaats nog maar 2.847 inwoners.
De aanwezigheid van Fort Worden, grenzend aan de noordzijde van het centrum, zorgde nog voor enige economische activiteit, naast de traditionele visserij en visverwerking. In 1928 opende papierproducent Crown Zellerbach een papierfabriek in Port Townsend en dit leidde tot een economische opleving. Bij de bouw waren zo’n 600 arbeiders betrokken en de fabriek bood werk aan honderden mensen. De plaats kreeg een betrouwbare toevoer van drinkwater omdat schoon water essentieel is bij de papierproductie. De fabriek bestaat nog steeds en is een belangrijke werkgever in de regio.
Sinds de jaren zeventig zijn er nieuwe bewoners, onder wie veel gepensioneerden, naar de plaats getrokken. Veel huizen in Port Townsend hebben een victoriaanse architectuur met decoratieve, gietijzeren elementen, balkons, hoge puntdaken, koperbeslag, golfplaten luifels, veranda's en glasdecoratie.

## Demografie
Bij de volkstelling in 2000 werd het aantal inwoners vastgesteld op 8334.
In 2006 is het aantal inwoners door het United States Census Bureau geschat op 9134, een stijging van 800 (9,6%).

## Geografie
Volgens het United States Census Bureau beslaat de plaats een oppervlakte van
24,5 km², waarvan 18,1 km² land en 6,4 km² water.

## Bezienswaardigheden
Port Townsend kent veel mooie huizen van victoriaanse architectuur in het hoge deel van de plaats en historische bakstenen gebouwen met name bij de oude haven langs Water Street.. De plaatselijke rechtbank, Jefferson County Courthouse, werd in 1892 gebouwd en is het oudste gerechtsgebouw in de staat Washington. De architect was W.A. Ritchie en de bouw heeft zo’n $ 125.000 gekost en duurde twee jaar. In de plaats staat ook nog een houten brandweertoren, deze werd in 1890 in gebruik genomen. De toren is 23 meter (75 voet) hoog en bleef tot de jaren veertig in gebruik ook als opslagplaats voor blusmaterieel. In 2003 werd de toren gerestaureerd door de Jefferson County Historical Society.
Buiten het centrum van de stad ligt nog een oud militair fort, Fort Worden, dat nu een park is. Op de noordoostelijk punt van het Fort Worden State Park staat de vuurtoren van Point Wilson.

## Plaatsen in de nabije omgeving
De onderstaande figuur toont nabijgelegen plaatsen in een straal van 24 km rond Port Townsend.